# Jadwiga Krasicka
Jadwiga Helena Maria Krasicka (ur. 10 września 1900 w Warszawie, zm. 3 listopada 1944 w KL Ravensbrück) – polska historyczka.

## Życiorys
Córka Bogdana i Marii z Rewińskich. Absolwentka historii na Uniwersytecie Jagiellońskim – uczennica Władysława Konopczyńskiego, doktorat w 1926. Pracowała w Łodzi jako nauczycielka i dyrektorka gimnazjum Heleny Miklaszewskiej, asystentka w Wolnej Wszechnicy Polskiej. W czasie II wojny światowej czynna w tajnym nauczaniu. Aresztowana na początku II wojny światowej za pracę w Biurze Studiów Związku Walki Zbrojnej, więziona na Pawiaku, 6 lipca 1944 przetransportowana do obozu koncentracyjnego KL Ravensbrück. Pracowała w szpitalu więziennym, gdzie zaraziła się tyfusem i zmarła 3 listopada 1944.

## Wybrane publikacje
- Rozstajne drogi, Nieśwież: Gebethner i Wolff 1924[1].
- Kraków i ziemia krakowska wobec Konfederacji Barskiej, z przedm. Władysława Konopczyńskiego, Kraków: Towarzystwo Miłośników Historii i Zabytków Krakowa 1929.